# الرياضة في إنجلترا

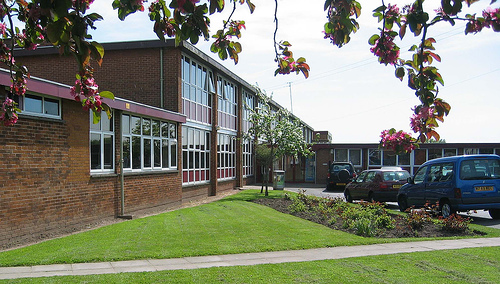
جامعة رياضة وردن

الرياضة في إنجلترا تلعب الرياضة دوراً بارزاً في الحياة الإنجليزية. وتمارس في إنجلترا رياضات شعبية مثل
وهي كرة القدم، والكريكت، واتحاد الرجبي ودوري الرجبي والتنس وتنس الريشة والاسكواش،  البيسبول،  الهوكي والملاكمة، والسنوكر والبلياردو، وهوكي الجليد، والمرماة، تنس الطاولة، والطاسات، كرة الشبكة، وسباق الخيل الأصيلة وصيد الثعالب. وقد ساعدت في تطوير المراكب الشراعية وفورمولا 1. وتعتبر كرة القدم الرياضة الأكثر شعبية في إنجلترا.

## الهيكلية
تمتلك إنجلترا فريقها الوطني الخاص لمعظم أنواع الرياضات، لكن تُرسل المملكة المتحدة فريقًا مشتركًا إلى دورة الألعاب الأولمبية. كان التنافس بين الفرق الوطنية للمملكة المتحدة مهمًا جدًا للبريطانيين، لكن قلّت أهميته في العقود الأخيرة، ويتضح هذا من إلغاء بطولة البيت البريطاني لكرة القدم. لا تزال هناك فرق وطنية إنجليزية وأسكتلندية وويلزية وشمال أيرلندية في بعض الرياضات.
تعود معظم الفرق المنافسة في البطولات إلى إنجلترا على وجه الخصوص أكثر من عائديتها إلى بريطانيا. مع ذلك، يوجد مجموعة من الظواهر التي تشذ عن هذا مثل اشتراك ثلاثة من فرق كرة القدم الويلزية الكبرى في نظام الدوري الإنجليزي واشتراك نادٍ إنجليزي في الدوري الأسكتلندي لكرة القدم.
تختلف الأهمية التي تُكنها الجماهير لبطولات الأندية والمنتخبات من رياضةٍ إلى أُخرى. في كرة القدم، يتابع الناس منافسات الأندية أغلب الوقت بسبب لعب الأندية لمباريات أكثر على مدار السنة، لكنهم يُتابعون الفرق الوطنية الأربعة بكثرة أيضًا. بالنسبة لرياضة الكريكت، تُتابَع منافسات الفريق الوطني للكريكت أكثر من منافسات الكريكت المحلي، والتي لها أهمية أقل، في حين يُرى العكس في رياضة الرغبي، إذ تطغى منافسات الدوري المحلي للرغبي على البطولات الدولية. تقع رياضة اتحاد الرغبي بين هذين الاثنين مع إيلاء أهمية كبرى للمنافسات الدولية وأهمية متنامية لمباريات الأندية المحلية.
تمثل هيئة الرياضة الإنجليزية الجهة المسؤولة عن توزيع الأموال وتوفير التوجيه الاستراتيجي للنشاطات الرياضية في إنجلترا. هنالك خمس مراكز رياضية وطنية وهي: بيشام آبي وكريستال بالاس ومركز هولم بيربونت الوطني للرياضات المائية وليلشال ومركز بلاس واي برينين الوطني الجبلي في ويلز. أقامت هيئة الرياضة الإنجليزية حملة الرياضة اليومية لتشجيع ممارسة النشاطات البدنية. يوجد 49 شراكة رياضية محلية في إنجلترا وتُفصل المناطق المسؤولة من خلال حدود المقاطعة للسلطة المحلية.
يُمثل المعهد الإنجليزي للرياضة شبكة وطنية من الخدمات الداعمة التي تهدف إلى تحسين مستوى الرياضيين الإنجليز. تتضمن تقديم خدمات في كل من الطب الرياضي والعلاج الفيزيائي والتدليك الرياضي والفيسيولوجيا التطبيقية وتدريبات القوة والتكيف والتغذية ودعمًا نفسيًا بالإضافة إلى دعم أداء نمط الحياة. توجد مقراتها في 8 محاور إقليمية إضافة إلى مراكز فرعية أخرى.
يُشرف وزير الرياضة والسياحة وقسم الثقافة والإعلام والرياضة على الرياضة في إنجلترا.

## دور الرياضة في تكوين الهوية الإنجليزية
تُشارك إنجلترا، كما تفعل بقية دول المملكة المتحدة، بصفة مستقلة في المحافل الدولية الرياضية. ساهمت كل من فرق إنجلترا لكرة القدم والكريكت (يُمثل فريق الكريكت الإنجليزي دولتي إنجلترا وويلز) واتحاد الرغبي في تنامي الفخر بالهوية الإنجليزية. يحمل المشجعون حاليًا صليب القديس جورج في المباريات، في حين أنهم كانوا يحملون علم الاتحاد البريطاني قبل 30 سنة.

## الألعاب الجماعية ذات الأداء العالي
هنالك أربعة رياضات ذات دوريات احترافية عالية الأداء. كرة القدم هي الرياضة الأكثر شعبية على الإطلاق وتُقام منافستها من أغسطس إلى مايو. رياضة اتحاد الرغبي هي الأخرى من الرياضات الشتوية. تُقام منافسات لعبة الرغبي في الصيف، من أبريل إلى سبتمبر. يُعد دوري الرغبي من الدوريات الشتوية، لكن أُقيمت منافسات النخبة للرغبي في الصيف منذ تسعينيات القرن العشرين، وذلك لجذب العوائل لمشاهدة المباريات وللاستفادة من رميات ذات سرع أعلى.

### كرة القدم
تعد كرة القدم من أكثر الرياضات شعبيةً في المملكة المتحدة ونُظمت منافساتها لأول مرة في عام 1863 في لندن. تُعرف كرة القدم باسم «soccer» في الولايات المتحدة الأمريكية وبعض البلدان الأخرى. كان الباعث لهذا هو توحيد مباريات كرة القدم الإنجليزية في الجامعات والمدارس العامة. هنالك أدلة تُشير إلى لعب مباريات مُحكَّمة لكرة القدم من قبل مجموعة من الفرق في المدارس الإنجليزية منذ عام 1581 على الأقل. وُصفت أحد الألعاب التي تعتمد على ركل الكرة بشكل حصري في نوتنغهامشير في القرن الخامس عشر والتي تحمل شبهًا كبيرًا من كرة القدم الحالية. وُثّق لعب كرة القدم في إنجلترا منذ عام 1314 على الأقل. تُمثل إنجلترا الموطن الأول لأقدم نوادي كرة القدم في العالم (يرجع تاريخ هذه النوادي إلى عام 1857 على الأقل)، وأقدم البطولات في العالم (أُسس كأس الاتحاد الإنجليزي في 1871) وأول دوري لكرة القدم في العالم (1888). طُورت كرة القدم الحديثة في لندن في أوائل سبعينيات القرن التاسع عشر. لهذه الأسباب، تُعتبر إنجلترا مهد لعبة كرة القدم.
يُمثل الاتحاد الإنجليزي لكرة القدم الجهة المنظمة لكرة القدم في إنجلترا والتي تُعتبر أقدم منظمة لكرة القدم في العالم. تقع على عاتق هذا الاتحاد مسؤولية تنظيم الفرق الوطنية والألعاب الترويحية وبطولات الكأس الرئيسية. لكنهم خسروا مقدارًا مؤثرًا من قوتهم لصالح الدوريات الاحترافية في الأوقات الحالية.
تمتلك إنجلترا دوريًا منظمًا بطريقة تسمح باستيعاب آلاف الفرق، وتُقسم إلى أربع أقسام تامة الاحترافية. يحتوي دوري النخبة الإنجليزي الممتاز على 20 فريقًا وهو أغنى دوري لكرة القدم في العالم. تُطلق تسمية دوري كرة القدم الإنجليزي على الأقسام الثلاثة الأخرى التامة الاحترافية، ويُعد أقدم دوري في العالم، ويحتوي على 72 ناديًا. تجري عمليات لصعود وهبوط بعض الفرق سنويًا بين هذه الأقسام الأربعة وبين الأدنى منهم والأقل مستوىً منه أو «الفرق غير المنتظمة بدوري». يوجد عدد قليل من النوادي تامة الاحترافية التي تلعب خارج هذه الأقسام الأربعة، بالإضافة إلى العديد من الفرق شبه الاحترافية. لهذا السبب، تمتلك إنجلترا أكثر من مئة فريق تام الاحترافية، والذي يفوق عدد الفرق الاحترافية في أي دولة أخرى في أوروبا.
هناك بطولتان رئيسيتان للكأس في أنجلترا، الأولى هي بطولة كأس الاتحاد الإنجليزي والتي تكون متاحة للأندية حتى التسلسل العاشر حسب الهيكلية الهرمية لكرة القدم الإنجليزية، والثانية هية بطولة كأس رابطة الأندية الإنجليزية المحترفة (تُعرف حاليًا باسم كأس كاراباو)، والتي تكون متاحة للفرق المحترفة المتكونة من 92 فريقًا الذين من ضمن الأقسام الاحترافية الرئيسية فقط.
تتأهل الفرق الأكثر نجاحًا في كل سنة من جميع دول المملكة المتحدة إلى البطولات الأوروبية ذات العدد الواسع من الأندية والمنظمة من قبل الاتحاد الأوروبي لكرة القدم، وهما دوري أبطال أوروبا والدوري الأوروبي (المعروف سابقًا بالكأس الأوروبي). أنتجت إنجلترا فرقًا فائزة في كلتا البطولتين.
فاز المنتخب الوطني الإنجليزي لكرة القدم بكأس العالم في عام 1966 عند استضافته لهذه البطولة في إنجلترا. منذ ذلك الحين، فشل الفريق الإنجليزي في الوصول إلى نهائي أحد البطولات الكروية الدولية الكبرى، لكنهم وصلوا إلى الدور نصف النهائي لكأس العالم في عامي 1990 و2018، والدور ربع النهائي لأعوام 1986 و2002 و2006. وصلت إنجلترا إلى الدور نصف النهائي لبطولة أمم أوروبا عند استضافتهم لها في 1996، واحتلوا المركز الثالث في بطولة أمم أوروبا 1968، ووصلوا إلى الدور ربع النهائي لبطولة أمم أوروبا في عامي 2004 و2002. في دوري الأمم الأوروبية الذي انطلق في موسم 2018-2019، وُضع الفريق الإنجليزي في المستوى الأول للبطولة المُسمى «الدوري أ» ووصل إلى الدور نصف النهائي في ذلك الموسم.
يأمل الاتحاد الإنجليزي لكرة القدم أن يُساهم اكتمال المركز الوطني لكرة القدم في تحسين مستوى أداء المنتخب الوطني.